# Campionati del mondo di corsa campestre 1980
L'VIII Campionato mondiale di corsa campestre si è svolto a Parigi, in Francia, il 9 marzo 1980 al Longchamp. Vi hanno preso parte 381 atleti in rappresentanza di 28 nazioni. Il titolo maschile è stato vinto da Craig Virgin mentre quello femminile da Grete Waitz.

## Nazioni partecipanti
Qui sotto sono elencate le nazioni che hanno partecipato a questi campionati (tra parentesi il numero degli atleti per ciascuna nazione):
- Algeria (17)
- Belgio (21)
- Canada (18)
- Cecoslovacchia (2)
- Cina (3)
- Danimarca (16)
- Finlandia (9)
- Francia (21)
- Galles (20)
- Germania Ovest (19)

- Inghilterra (21)
- Irlanda (21)
- Irlanda del Nord (19)
- Israele (4)
- Italia (20)
- Marocco (7)
- Norvegia (7)
- Paesi Bassi (14)
- Polonia (5)

- Portogallo (8)
- Scozia (21)
- Spagna (21)
- Stati Uniti (21)
- Svezia (8)
- Svizzera (3)
- Tunisia (14)
- Ungheria (4)
- Unione Sovietica (17)

## Risultati

### Individuale (uomini seniores)
| Posizione | Atleta                | Nazionalità      | Tempo  |
| --------- | --------------------- | ---------------- | ------ |
| Oro       | Craig Virgin          | Stati Uniti      | 37'01" |
| Argento   | Hans-Jürgen Orthmann  | Germania Ovest   | 37'02" |
| Bronzo    | Nick Rose             | Inghilterra      | 37'05" |
| 4         | Léon Schots           | Belgio           | 37'11" |
| 5         | John Robson           | Scozia           | 37'20" |
| 6         | Aleksandras Antipovas | Unione Sovietica | 37'21" |
| 7         | Leonid Moseev         | Unione Sovietica | 37'21" |
| 8         | Antonio Prieto        | Spagna           | 37'21" |
| 9         | Steve Jones           | Galles           | 37'23" |
| 10        | Bernie Ford           | Inghilterra      | 37'25" |
| 11        | Karel Lismont         | Belgio           | 37'27" |
| 12        | Daniel Dillon         | Stati Uniti      | 37'28" |

### Squadre (uomini seniores)
| Pos.    | Atleta                                                                                        | Punti                |
| ------- | --------------------------------------------------------------------------------------------- | -------------------- |
| Oro     | Inghilterra Nick Rose Bernie Ford Barry Smith Steve Kenyon Nick Lees Graham Tuck              | 100 3 10 14 17 19 37 |
| Argento | Stati Uniti Craig Virgin Daniel Dillon Kenneth Martin Steve Plasencia Don Clary Mark Anderson | 163 1 12 23 36 43 48 |
| Bronzo  | Belgio Léon Schots Karel Lismont Alex Hagelsteens Eddy de Pauw Frank Grillaert Roger de Vogel | 175 4 11 21 38 44 57 |
| 4       | Francia                                                                                       | 184                  |
| 5       | Unione Sovietica                                                                              | 246                  |
| 6       | Spagna                                                                                        | 251                  |
| 7       | Scozia                                                                                        | 312                  |
| 8       | Algeria                                                                                       | 324                  |

### Individuale (uomini under 20)
| Posizione | Atleta           | Nazionalità      | Tempo  |
| --------- | ---------------- | ---------------- | ------ |
| Oro       | Jorge García     | Spagna           | 22'17" |
| Argento   | Valeriy Gryaznov | Unione Sovietica | 22'23" |
| Bronzo    | Ed Eyestone      | Stati Uniti      | 22'27" |
| 4         | Denis Stark      | Canada           | 22'34" |
| 5         | Tom Downs        | Stati Uniti      | 22'34" |
| 6         | Sergey Kiselyov  | Unione Sovietica | 22'36" |
| 7         | Ildar Denikeyev  | Unione Sovietica | 22'38" |
| 8         | Guy Léfèvre      | Belgio           | 22'41" |
| 9         | Andrea Prassedi  | Italia           | 22'47" |
| 10        | Paul Davies-Hale | Inghilterra      | 22'52" |
| 11        | William Graham   | Stati Uniti      | 22'53" |
| 12        | Gary Huckwell    | Inghilterra      | 22'58" |

### Squadre (uomini under 20)
| Posizione | Nazione e atleti                                                                | Punti         |
| --------- | ------------------------------------------------------------------------------- | ------------- |
| Oro       | Unione Sovietica Valeriy Gryaznov Sergey Kiselyov Ildar Denikeyev Sergey Mishin | 50 2 6 7 35   |
| Argento   | Stati Uniti Ed Eyestone Tom Downs William Graham Eric Sappenfield               | 75 3 5 11 56  |
| Bronzo    | Spagna Jorge García José Fernández Miguel Rubio Julio Perez                     | 79 1 20 24 34 |
| 4         | Belgio                                                                          | 86            |
| 5         | Inghilterra                                                                     | 89            |
| 6         | Canada                                                                          | 90            |
| 7         | Italia                                                                          | 101           |
| 8         | Algeria                                                                         | 136           |

### Individuale (donne seniores)
| Posizione | Atleta             | Nazionalità      | Tempo  |
| --------- | ------------------ | ---------------- | ------ |
| Oro       | Grete Waitz        | Norvegia         | 15'05" |
| Argento   | Irina Bondarchuk   | Unione Sovietica | 15'49" |
| Bronzo    | Yelena Chernysheva | Unione Sovietica | 15'52" |
| 4         | Giana Romanova     | Unione Sovietica | 15'53" |
| 5         | Jan Merrill        | Stati Uniti      | 15'57" |
| 6         | Svetlana Ulmasova  | Unione Sovietica | 16'00" |
| 7         | Penny Forse        | Inghilterra      | 16'04" |
| 8         | Ellen Wessinghage  | Germania Ovest   | 16'05" |
| 9         | Kath Binns         | Inghilterra      | 16'06" |
| 10        | Margaret Groos     | Stati Uniti      | 16'09" |
| 11        | Raisa Smekhnova    | Unione Sovietica | 16'09" |
| 12        | Cristina Tomasini  | Italia           | 16'10" |

### Squadre (donne seniores)
| Posizione | Nazione e atleti                                                                      | Punti         |
| --------- | ------------------------------------------------------------------------------------- | ------------- |
| Oro       | Unione Sovietica Irina Bondarchuk Yelena Chernysheva Giana Romanova Svetlana Ulmasova | 15 2 3 5 6    |
| Argento   | Inghilterra Penny Forse Kathryn Binns Sandra Arthurton Ruth Smeeth                    | 49 7 9 14 19  |
| Bronzo    | Stati Uniti Jan Merrill Margaret Groos Julie Shea Brenda Webb                         | 49 5 10 13 21 |
| 4         | Norvegia                                                                              | 71            |
| 5         | Italia                                                                                | 101           |
| 6         | Canada                                                                                | 110           |
| 7         | Germania Ovest                                                                        | 132           |
| 8         | Francia                                                                               | 174           |

## Medagliere
Legenda
     Paese ospitante
| Posizione | Paese            | Oro | Argento | Bronzo | Totale |
| --------- | ---------------- | --- | ------- | ------ | ------ |
| 1         | Unione Sovietica | 2   | 2       | 1      | 5      |
| 2         | Stati Uniti      | 1   | 2       | 2      | 5      |
| 3         | Inghilterra      | 1   | 1       | 1      | 3      |
| 4         | Spagna           | 1   | 0       | 1      | 2      |
| 5         | Norvegia         | 1   | 0       | 0      | 1      |
| 6         | Germania Ovest   | 0   | 1       | 0      | 1      |
| 7         | Belgio           | 0   | 0       | 1      | 1      |
| Totale    | Totale           | 6   | 6       | 6      | 18     |